# يوم مثالي (فلم 1929)
يوم مثالي (بالإنجليزية: Perfect Day) هو فيلم كوميدي قصير انتج في سنة 1929 بطولة لوريل وهاردي وإخراج جيمس باروت.

## طاقم التمثيل
- ستان لوريل
- أوليفر هاردي
- إدجار كينيدي
- كاي ديزليس
- إيزابيل كيث
- بالدوين كوك
- لايل تايو
- هاري برنارد
- كلارا جيول
- تشارلي روجرز

## وصلات خارجية
- مقالات تستعمل روابط فنية بلا صلة مع ويكي بيانات